# Portret van Sir Richard Southwell
Portret van Sir Richard Southwell (Engels: Portrait of Sir Richard Southwell) is een schilderij van de Duitse kunstschilder Hans Holbein de Jonge, gedateerd 1536, olieverf op paneel, 152,4 × 161,3 centimeter groot. Het werk bevindt zich sinds 1890 in de collectie van het Uffizi te Florence.

## Southwell
Richard Southwell was een van de meest berekenende en verraderlijke leden van het hof van Henry VIII. Hij werd een volgeling van Thomas Cromwell en hij hielp Richard Rich bij zijn pogingen de gevangen Thomas More te dwingen zichzelf aan te klagen in 1532. Southwell uitte ook beschuldigingen tegen een vriend uit zijn jeugd, de graaf van Surrey, wat leidde tot de diens veroordeling. Cromwell stelde hem aan als algemene vertegenwoordiger tijdens de sluiting van de kloosters tussen 1536 en 1539. In 1542 werd hij tot ridder geslagen. Later deed Southwell afstand van het protestantisme en vond dus sympathie bij Mary I (1553-1558), maar werd onder de heerschappij van Elizabeth vermeden. Hij stierf in 1564 op 60-jarige leeftijd.

## Afbeelding

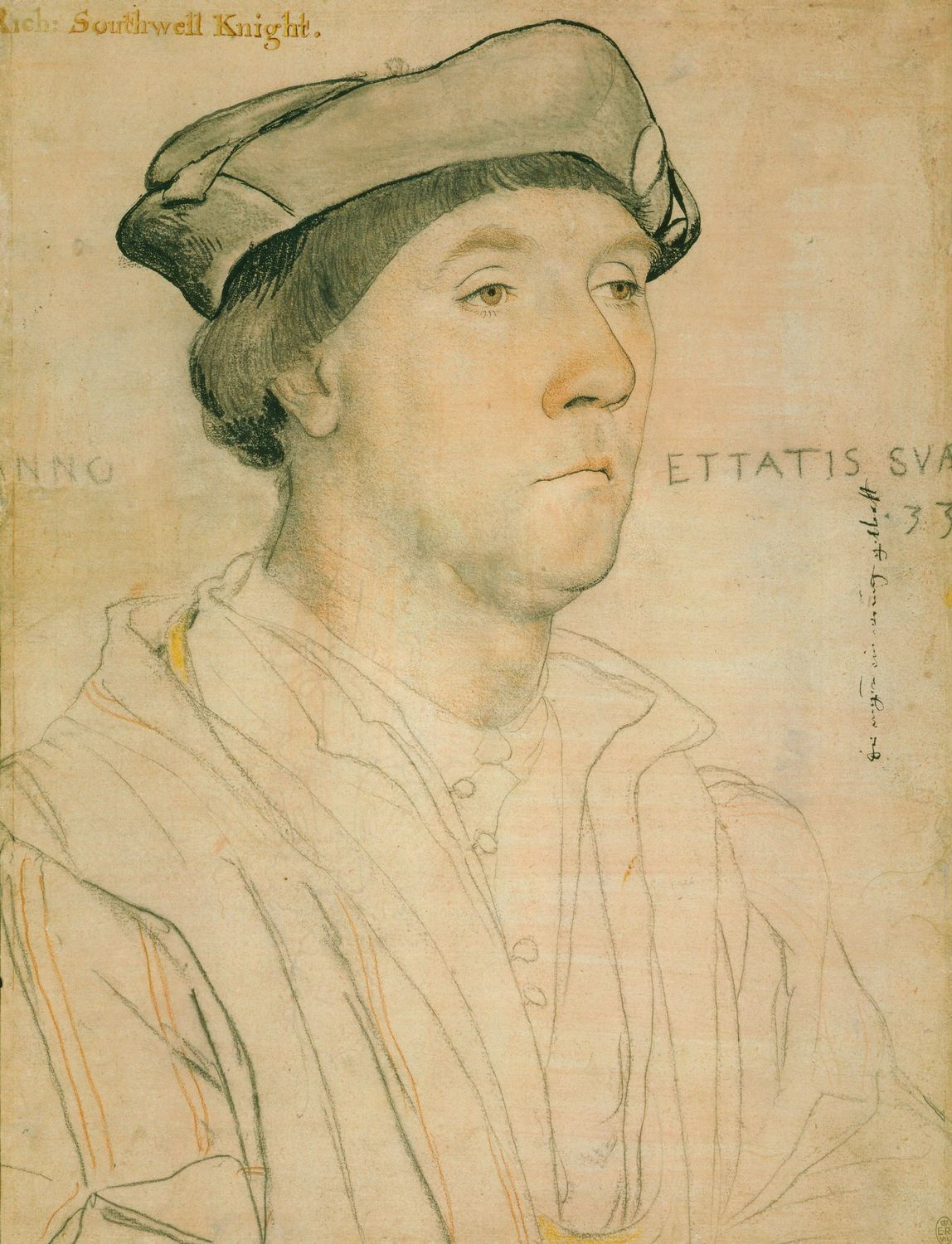
Studietekening.

Het portret van Sir Richard Southwell is een van de portretten die Holbein maakte als hofschilder van Henry VIII, in welke hoedanigheid hij vanaf 1633 werkzaam was. De inscriptie luidt: X° IVLII ANNO H[ENRICI] VIII XXVIII° / ETATIS SUAE ANNO XXXIII.
Southwell wordt door de kunstenaar in het midden van het schilderij geplaatst en vormt een driehoekscompositie (hoofd, rechterelleboog, rechterhand). De man kijkt de toeschouwer niet aan, maar het is alsof hij diep nadenkend naar iets in de verte staart. Zijn handen zijn over elkaar gevouwen. Op zijn hals heeft hij een duidelijk zichtbaar litteken. Aan weerskanten van zijn nek zijn in goud letters geschreven. Southwell heeft een zwarte muts met een gouden embleem op zijn hoofd. Hij heeft donkerbruin haar en een blanke huid en draagt een witte blouse en een zwarte jas. Aan zijn rechterwijsvinger heeft hij een gouden ring met een groene steen. De achtergrond is groen. Het kleurgebruik is overwegend groen omdat alle zwarte elementen een groene glans hebben. De man is heel realistisch en plastisch (bijna fotografisch) weergegeven. Het licht komt van rechtsvoor het schilderij binnenvallen, recht op het gezicht en de borst van de man. Daardoor valt er links (en rechtsachter) schaduw en is dit donkerder dan de rest. Het portret is tot in de kleinste details nauwkeurig geschilderd. Dat is vooral te zien aan de ring, de touwtjes van de blouse en het litteken op de hals.

## Noot
1. ↑  Holbein maakte het portret in Londen en zou daar tot aan zijn dood blijven wonen en werken. Zijn werken uit die periode worden doorgaans aangeduid met hun Engelse titel.